# Belichtungsindex
Der Belichtungsindex {\displaystyle S_{i}} ist in der Fototechnik ein einheitenloser numerischer Wert, der umgekehrt proportional zur fotografischen Belichtung {\displaystyle H_{v}} eines Bildsensors ist:
{\displaystyle S_{i}={\frac {10\,{\text{lx s}}}{H_{v}}}}
Der Bezugswert für das Belichtungsverhältnis beträgt 10 Luxsekunden. Dieser Wert entspricht ungefähr der Belichtung {\displaystyle {H_{v}}} einer Fläche, wenn diese aus einer Entfernung von einem Meter mit zehn Haushaltskerzen eine Sekunde lang beziehungsweise mit einer Haushaltskerze zehn Sekunden lang beleuchtet wird. Der resultierende Belichtungsindex {\displaystyle S_{i}} hätte in diesem Fall den Wert Eins. Wenn eine Fläche aus einer Entfernung von einem Meter mit einer Kerze eine Zehntelsekunde lang beleuchtet wird, ergibt sich mit der entsprechenden Belichtung {\displaystyle {H_{v}}={\frac {1}{10}}\,{\text{lx s}}} ein Belichtungsindex von 100:
{\displaystyle S_{i}={\frac {10\,{\text{lx s}}}{{\frac {1}{10}}\,{\text{lx s}}}}=100}
Der maximale Belichtungsindex, bei dem eine akzeptable Bildqualität erreicht werden kann, wird üblicherweise wie beim fotografischen Film als ISO-Empfindlichkeit angegeben.
Bei Bilderserien, die mit verschiedenen Belichtungsindizes aufgenommen wurden, wird von Belichtungsreihen gesprochen.

## Digitale Bilder
Digitale Kameras müssen nicht bei dem durch die Eigenschaften der Hardware bestimmten oder vom Hersteller empfohlenen Belichtungsindex (englisch: recommended exposure index (REI)) betrieben werden. Je höher der eingestellte Wert, desto höher ist die scheinbare Empfindlichkeit in den digitalen Bildern (zum Beispiel in einer JPEG-Datei). In der Regel wird bei einer Digitalkamera die Bildqualität umso schlechter, je größer der Belichtungsindex gewählt wird.
Der spezifische Belichtungsindex, der erforderlich ist, um ein unter den in ISO 12232 angegebenen Bedingungen spezifiziertes digitales Ausgangssignal zu erzeugen, wird Standard-Ausgangsempfindlichkeit (englisch: standard output sensitivity (SOS)) genannt.
In den Rohdaten einer fotografierten Rastergrafik werden die tatsächlichen Messwerte der Bildsensoren erfasst. Wenn die entsprechende Kamera über keine Möglichkeiten der elektronischen Verstärkung (oder Abschwächung) von Lichtsignalen verfügt, hat die eventuelle Einstellung und Erfassung eines Belichtungsindexes in den Metadaten dieser Aufnahmen (siehe zum Beispiel unter Exchangeable Image File Format) lediglich dokumentierenden Charakter und keinen Einfluss auf die gespeicherten Bilddaten.
Eine Kamera-Firmware kann jedoch je nach Kombination von Belichtungsindex und Belichtungskorrekturwert zwar die gleichen Lichtmengen registrieren, aber unter Umständen völlig verschiedene Bildergebnisse hervorrufen.